# European Golden League 2021 (damer)
European Volleyball League 2021 var den tolfte upplagan av damernas European Volleyball League, vid vilken landslag från 20 europeiska länder deltog. Turneringen hade två divisioner: Golden League (med tolv lag) och Silver League (med åtta lag). Bulgarien vann genom att i finalen besegra Kroatien.

## Gruppsammansättning
Landslagen seedades enligt serpentinsystem baserat på deras europeiska ranking för landslag i januari 2020. Lagens rankings står inom parentes nedan.

### Golden league
| Grupp A          | Grupp B        | Grupp C       |
| ---------------- | -------------- | ------------- |
| Azerbajdzjan (5) | Bulgarien (8)  | Kroatien (9)  |
| Spanien (14)     | Ukraina (13)   | Belarus (11)  |
| Rumänien (15)    | Slovakien (15) | Ungern (17)   |
| Frankrike (20)   | Finland (21)   | Tjeckien (19) |

### Silver league
| Grupp A        | Grupp B                      |
| -------------- | ---------------------------- |
| Slovenien (18) | Portugal (23)                |
| Österrike (27) | Estland (25)                 |
| Israel (29)    | Bosnien och Hercegovina (30) |
| Luxemburg (36) | Lettland (30)                |

## Procedur för att bestämma placering i gruppen
1. Antalet vunna matcher
2. Matchpoäng (3 för vinst med 3-0 eller 3-1 i set, 2 för vinst 3-2 i set, 1 för förlust 2-3 i set och 0 för förlust 1-3 eller 0-3 i set)
3. Setkvot
4. Bollpoängskvot
5. Om två lag är lika efter alla ovanstående jämförelser så hamnar det lag som vann deras inbördes möte överst. Om flera lag hamnar lika upprepas listpunkterna 1-3 för enbart lagens inbördes möten i gruppspelet.

## Golden league
- Alla tider är lokala.

|  | Kvalificerade för slutspel              |
|  | Kvalificerade för slutspel som värdland |
|  | Nedflyttade till Silver League          |

### Grupp A
| # | Lag          | Matcher | Matcher | Poäng | Set | Set | Set   | Bollpoäng | Bollpoäng | Bollpoäng |
| # | Lag          | V       | F       | Poäng | V   | F   | Kvot  | V         | F         | Kvot      |
| - | ------------ | ------- | ------- | ----- | --- | --- | ----- | --------- | --------- | --------- |
| 1 | Spanien      | 4       | 2       | 13    | 16  | 10  | 1,600 | 570       | 518       | 1,100     |
| 2 | Frankrike    | 4       | 2       | 12    | 15  | 9   | 1,667 | 535       | 491       | 1,090     |
| 3 | Rumänien     | 4       | 2       | 11    | 14  | 10  | 1,400 | 520       | 487       | 1,068     |
| 4 | Azerbajdzjan | 0       | 6       | 0     | 2   | 18  | 0,111 | 365       | 494       | 0,739     |

| Datum  | Tid   |              | Resultat |              | Set 1 | Set 2 | Set 3 | Set 4 | Set 5 | Totalt  | Rapport |
| ------ | ----- | ------------ | -------- | ------------ | ----- | ----- | ----- | ----- | ----- | ------- | ------- |
| 28 maj | 17:00 | Rumänien     | 3–2      | Frankrike    | 17–25 | 23–25 | 26–24 | 26–24 | 15–11 | 107–109 | rapport |
| 28 maj | 20:00 | Spanien      | 3–0      | Azerbajdzjan | 25–22 | 25–22 | 25–12 |       |       | 75–56   | rapport |
| 29 maj | 17:00 | Azerbajdzjan | 0–3      | Rumänien     | 14–25 | 13–25 | 11–25 |       |       | 38–75   | rapport |
| 29 maj | 20:00 | Spanien      | 3–1      | Frankrike    | 25–18 | 22–25 | 25–18 | 25–23 |       | 97–84   | rapport |
| 30 maj | 17:00 | Rumänien     | 2–3      | Spanien      | 25–13 | 14–25 | 25–21 | 16–25 | 9–15  | 89–99   | rapport |
| 30 maj | 20:00 | Frankrike    | 3–1      | Azerbajdzjan | 25–21 | 19–25 | 25–13 | 25–20 |       | 94–79   | rapport |
| 4 jun  | 17:00 | Spanien      | 3–1      | Azerbajdzjan | 25–19 | 22–25 | 25–21 | 25–13 |       | 97–78   | rapport |
| 4 jun  | 20:00 | Rumänien     | 0–3      | Frankrike    | 17–25 | 18–25 | 23–25 |       |       | 58–75   | rapport |
| 5 jun  | 17:00 | Rumänien     | 3–2      | Spanien      | 24–26 | 24–26 | 25–20 | 25–21 | 15–12 | 113–105 | rapport |
| 5 jun  | 20:30 | Frankrike    | 3–0      | Azerbajdzjan | 25–14 | 25–19 | 25–20 |       |       | 75–53   | rapport |
| 6 jun  | 15:00 | Azerbajdzjan | 0–3      | Rumänien     | 24–26 | 12–25 | 25–27 |       |       | 61–78   | rapport |
| 6 jun  | 19:00 | Spanien      | 2–3      | Frankrike    | 25–16 | 23–25 | 25–17 | 14–25 | 10–15 | 97–98   | rapport |

### Grupp B
| # | Lag       | Matcher | Matcher | Poäng | Set | Set | Set   | Bollpoäng | Bollpoäng | Bollpoäng |
| # | Lag       | V       | F       | Poäng | V   | F   | Kvot  | V         | F         | Kvot      |
| - | --------- | ------- | ------- | ----- | --- | --- | ----- | --------- | --------- | --------- |
| 1 | Bulgarien | 4       | 0       | 12    | 12  | 0   |       | 304       | 226       | 1,345     |
| 2 | Slovakien | 1       | 3       | 4     | 5   | 10  | 0,500 | 307       | 332       | 0,925     |
| 3 | Ukraina   | 1       | 3       | 2     | 4   | 11  | 0,364 | 297       | 350       | 0,849     |

| Datum  | Tid   |           | Resultat |           | Set 1 | Set 2 | Set 3 | Set 4 | Set 5 | Totalt | Rapport |
| ------ | ----- | --------- | -------- | --------- | ----- | ----- | ----- | ----- | ----- | ------ | ------- |
| 28 maj | 19:00 | Bulgarien | 3–0      | Slovakien | 25–14 | 26–24 | 25–15 |       |       | 76–53  | rapport |
| 29 maj | 19:00 | Slovakien | 2–3      | Ukraina   | 25–22 | 22–25 | 25–14 | 15–25 | 7–15  | 94–101 | rapport |
| 30 maj | 19:00 | Ukraina   | 0–3      | Bulgarien | 26–28 | 13–25 | 22–25 |       |       | 61–78  | rapport |
| 4 jun  | 20:30 | Bulgarien | 3–0      | Slovakien | 25–21 | 25–14 | 25–22 |       |       | 75–57  | rapport |
| 5 jun  | 20:30 | Ukraina   | 0–3      | Bulgarien | 23–25 | 20–25 | 12–25 |       |       | 55–75  | rapport |
| 6 jun  | 17:30 | Slovakien | 3–1      | Ukraina   | 23–25 | 30–28 | 25–14 | 25–13 |       | 103–80 | rapport |

### Grupp C
| # | Lag      | Matcher | Matcher | Poäng | Set | Set | Set   | Bollpoäng | Bollpoäng | Bollpoäng |
| # | Lag      | V       | F       | Poäng | V   | F   | Kvot  | V         | F         | Kvot      |
| - | -------- | ------- | ------- | ----- | --- | --- | ----- | --------- | --------- | --------- |
| 1 | Tjeckien | 4       | 2       | 14    | 16  | 8   | 2,000 | 552       | 479       | 1,152     |
| 2 | Kroatien | 4       | 2       | 11    | 15  | 10  | 1,500 | 561       | 542       | 1,035     |
| 3 | Belarus  | 2       | 4       | 6     | 9   | 15  | 0,600 | 468       | 540       | 0,867     |
| 4 | Ungern   | 2       | 4       | 5     | 7   | 14  | 0,500 | 454       | 474       | 0,958     |

| Datum  | Tid   |          | Resultat |          | Set 1 | Set 2 | Set 3 | Set 4 | Set 5 | Totalt  | Rapport |
| ------ | ----- | -------- | -------- | -------- | ----- | ----- | ----- | ----- | ----- | ------- | ------- |
| 28 maj | 17:00 | Kroatien | 2–3      | Ungern   | 26–24 | 20–25 | 31–29 | 21–25 | 11–15 | 109–118 | rapport |
| 29 maj | 16:00 | Tjeckien | 3–1      | Kroatien | 25–13 | 20–25 | 28–26 | 25–22 |       | 98–86   | rapport |
| 29 maj | 19:00 | Ungern   | 1–3      | Belarus  | 19–25 | 24–26 | 25–16 | 22–25 |       | 90–92   | rapport |
| 30 maj | 16:00 | Belarus  | 0–3      | Kroatien | 23–25 | 15–25 | 20–25 |       |       | 58–75   | rapport |
| 30 maj | 19:00 | Ungern   | 0–3      | Tjeckien | 16–25 | 17–25 | 16–25 |       |       | 49–75   | rapport |
| 31 maj | 17:00 | Belarus  | 1–3      | Tjeckien | 7–25  | 25–22 | 12–25 | 21–25 |       | 65–97   | rapport |
| 2 jun  | 16:00 | Belarus  | 2–3      | Kroatien | 23–25 | 25–16 | 16–25 | 26–24 | 9–15  | 99–105  | rapport |
| 2 jun  | 19:00 | Ungern   | 0–3      | Tjeckien | 21–25 | 21–25 | 20–25 |       |       | 62–75   | rapport |
| 3 jun  | 16:00 | Ungern   | 3–0      | Belarus  | 25–14 | 25–18 | 25–16 |       |       | 75–48   | rapport |
| 3 jun  | 19:00 | Tjeckien | 2–3      | Kroatien | 25–20 | 25–27 | 21–25 | 26–24 | 12–15 | 109–111 | rapport |
| 4 jun  | 17:00 | Kroatien | 3–0      | Ungern   | 25–21 | 25–16 | 25–23 |       |       | 75–60   | rapport |
| 4 jun  | 20:00 | Belarus  | 3–2      | Tjeckien | 25–22 | 25–18 | 20–25 | 21–25 | 15–8  | 106–98  | rapport |

### Ranking av näst bästa lag i varje grupp
- Matcher mot fjärde laget i gruppen (om gruppen hade fyra lag) räknas inte i rankingen.

| # | Lag       | Matcher | Matcher | Poäng | Set | Set | Set   | Bollpoäng | Bollpoäng | Bollpoäng |
| # | Lag       | V       | F       | Poäng | V   | F   | Kvot  | V         | F         | Kvot      |
| - | --------- | ------- | ------- | ----- | --- | --- | ----- | --------- | --------- | --------- |
| 1 | Kroatien  | 3       | 1       | 7     | 10  | 7   | 1,429 | 377       | 364       | 1,036     |
| 2 | Frankrike | 2       | 2       | 6     | 9   | 8   | 1,125 | 366       | 359       | 1,019     |
| 3 | Slovakien | 1       | 3       | 4     | 5   | 10  | 0,500 | 307       | 332       | 0,925     |

## Silver league
- Alla tider är lokala.

|  | Kvalificerade för slutspel              |
|  | Kvalificerade för slutspel som värdland |

### Grupp A
| # | Lag       | Matcher | Matcher | Poäng | Set | Set | Set   | Bollpoäng | Bollpoäng | Bollpoäng |
| # | Lag       | V       | F       | Poäng | V   | F   | Kvot  | V         | F         | Kvot      |
| - | --------- | ------- | ------- | ----- | --- | --- | ----- | --------- | --------- | --------- |
| 1 | Slovenien | 6       | 0       | 17    | 18  | 3   | 6,000 | 513       | 374       | 1,372     |
| 2 | Österrike | 4       | 2       | 13    | 14  | 6   | 2,333 | 479       | 400       | 1,198     |
| 3 | Israel    | 2       | 4       | 6     | 7   | 12  | 0,583 | 378       | 448       | 0,844     |
| 4 | Luxemburg | 0       | 6       | 0     | 0   | 18  | 0,000 | 302       | 450       | 0,671     |

| Datum  | Tid   |           | Resultat |           | Set 1 | Set 2 | Set 3 | Set 4 | Set 5 | Totalt  | Rapport |
| ------ | ----- | --------- | -------- | --------- | ----- | ----- | ----- | ----- | ----- | ------- | ------- |
| 27 maj | 15:00 | Österrike | 0–3      | Slovenien | 17–25 | 17–25 | 20–25 |       |       | 54–75   | rapport |
| 28 maj | 15:00 | Israel    | 0–3      | Österrike | 16–25 | 11–25 | 21–25 |       |       | 48–75   | rapport |
| 28 maj | 17:30 | Luxemburg | 0–3      | Slovenien | 14–25 | 13–25 | 16–25 |       |       | 43–75   | rapport |
| 29 maj | 15:00 | Israel    | 3–0      | Luxemburg | 25–23 | 25–19 | 25–22 |       |       | 75–64   | rapport |
| 30 maj | 15:00 | Slovenien | 3–0      | Israel    | 25–14 | 25–15 | 25–11 |       |       | 75–40   | rapport |
| 30 maj | 17:30 | Österrike | 3–0      | Luxemburg | 25–19 | 25–15 | 25–13 |       |       | 75–47   | rapport |
| 4 jun  | 17:00 | Österrike | 3–0      | Luxemburg | 25–15 | 25–14 | 25–20 |       |       | 75–49   | rapport |
| 4 jun  | 20:00 | Slovenien | 3–1      | Israel    | 22–25 | 25–11 | 25–19 | 25–20 |       | 97–75   | rapport |
| 5 jun  | 17:00 | Israel    | 0–3      | Österrike | 18–25 | 32–34 | 15–25 |       |       | 65–84   | rapport |
| 5 jun  | 20:00 | Luxemburg | 0–3      | Slovenien | 14–25 | 19–25 | 13–25 |       |       | 46–75   | rapport |
| 6 jun  | 17:00 | Israel    | 3–0      | Luxemburg | 25–23 | 25–16 | 25–14 |       |       | 75–53   | rapport |
| 6 jun  | 20:00 | Österrike | 2–3      | Slovenien | 22–25 | 22–25 | 32–30 | 25–19 | 15–17 | 116–116 | rapport |

### Grupp B
| # | Lag                     | Matcher | Matcher | Poäng | Set | Set | Set   | Bollpoäng | Bollpoäng | Bollpoäng |
| # | Lag                     | V       | F       | Poäng | V   | F   | Kvot  | V         | F         | Kvot      |
| - | ----------------------- | ------- | ------- | ----- | --- | --- | ----- | --------- | --------- | --------- |
| 1 | Portugal                | 5       | 1       | 14    | 15  | 7   | 2,143 | 515       | 471       | 1,093     |
| 2 | Bosnien och Hercegovina | 4       | 2       | 13    | 15  | 6   | 2,500 | 491       | 393       | 1,249     |
| 3 | Estland                 | 3       | 3       | 9     | 12  | 12  | 1,000 | 516       | 536       | 0,963     |
| 4 | Lettland                | 0       | 6       | 0     | 1   | 18  | 0,056 | 353       | 475       | 0,743     |

| Datum  | Tid   |                         | Resultat |                         | Set 1 | Set 2 | Set 3 | Set 4 | Set 5 | Totalt  | Rapport |
| ------ | ----- | ----------------------- | -------- | ----------------------- | ----- | ----- | ----- | ----- | ----- | ------- | ------- |
| 28 maj | 17:00 | Bosnien och Hercegovina | 3–0      | Lettland                | 25–19 | 25–20 | 25–18 |       |       | 75–57   | rapport |
| 28 maj | 20:00 | Estland                 | 2–3      | Portugal                | 25–19 | 23–25 | 25–23 | 27–29 | 11–15 | 111–111 | rapport |
| 29 maj | 17:00 | Lettland                | 0–3      | Portugal                | 18–25 | 19–25 | 21–25 |       |       | 58–75   | rapport |
| 29 maj | 20:00 | Bosnien och Hercegovina | 2–3      | Estland                 | 25–12 | 22–25 | 21–25 | 25–22 | 9–15  | 102–99  | rapport |
| 30 maj | 17:00 | Estland                 | 3–0      | Lettland                | 25–18 | 25–22 | 25–19 |       |       | 75–59   | rapport |
| 30 maj | 20:00 | Portugal                | 0–3      | Bosnien och Hercegovina | 21–25 | 23–25 | 19–25 |       |       | 63–75   | rapport |
| 1 jun  | 17:00 | Estland                 | 1–3      | Portugal                | 26–24 | 19–25 | 19–25 | 20–25 |       | 84–99   | rapport |
| 1 jun  | 20:00 | Bosnien och Hercegovina | 3–0      | Lettland                | 25–12 | 25–8  | 25–15 |       |       | 75–35   | rapport |
| 2 jun  | 17:00 | Lettland                | 0–3      | Portugal                | 14–25 | 21–25 | 19–25 |       |       | 54–75   | rapport |
| 2 jun  | 20:00 | Bosnien och Hercegovina | 3–0      | Estland                 | 25–9  | 25–18 | 25–20 |       |       | 75–47   | rapport |
| 3 jun  | 17:00 | Estland                 | 3–1      | Lettland                | 26–24 | 24–26 | 25–22 | 25–18 |       | 100–90  | rapport |
| 3 jun  | 20:00 | Portugal                | 3–1      | Bosnien och Hercegovina | 25–21 | 17–25 | 25–20 | 25–23 |       | 92–89   | rapport |

## Slutspel

### Silver League
- Arena:  Maribor, Slovenien
- Alla tider är Central European Summer Time (UTC+02:00).

|  | Semifinaler             | Semifinaler             |                     |   | Final | Final |
|  |                         |                         |                     |   |       |       |
|  | 11 juni                 |                         |                     |   |       |       |
|  |                         |                         |                     |   |       |       |
|  | Portugal                | 2                       |                     |   |       |       |
|  | Portugal                | 2                       | 12 juni             |   |       |       |
|  | Österrike               | 3                       |                     |   |       |       |
|  | Österrike               | 3                       | Österrike           | 2 |       |       |
|  | 11 juni                 |                         | Österrike           | 2 |       |       |
|  |                         | Bosnien och Hercegovina | 3                   |   |       |       |
|  | Slovenien               | Bosnien och Hercegovina | 3                   | 1 |       |       |
|  | Slovenien               |                         |                     | 1 |       |       |
|  | Bosnien och Hercegovina | 3                       |                     |   |       |       |
|  | Bosnien och Hercegovina | 3                       | Match om tredjepris |   |       |       |
|  |                         |                         |                     |   |       |       |
|  | 12 juni                 |                         |                     |   |       |       |
|  |                         |                         |                     |   |       |       |
|  | Portugal                | 1                       |                     |   |       |       |
|  | Portugal                | 1                       |                     |   |       |       |
|  | Slovenien               | 3                       |                     |   |       |       |

#### Semifinaler
| Datum  | Tid   |           | Resultat |                         | Set 1 | Set 2 | Set 3 | Set 4 | Set 5 | Totalt | Rapport |
| ------ | ----- | --------- | -------- | ----------------------- | ----- | ----- | ----- | ----- | ----- | ------ | ------- |
| 11 jun | 17:00 | Portugal  | 2–3      | Österrike               | 23–25 | 25–23 | 25–22 | 20–25 | 6–15  | 99–110 | rapport |
| 11 jun | 20:00 | Slovenien | 1–3      | Bosnien och Hercegovina | 23–25 | 25–19 | 22–25 | 24–26 |       | 94–95  | rapport |

#### Match om tredjepris
| Datum  | Tid   |          | Resultat |           | Set 1 | Set 2 | Set 3 | Set 4 | Set 5 | Totalt | Rapport |
| ------ | ----- | -------- | -------- | --------- | ----- | ----- | ----- | ----- | ----- | ------ | ------- |
| 12 jun | 17:00 | Portugal | 1–3      | Slovenien | 21–25 | 25–23 | 23–25 | 16–25 |       | 85–98  | rapport |

#### Final
| Datum  | Tid   |           | Resultat |                         | Set 1 | Set 2 | Set 3 | Set 4 | Set 5 | Totalt  | Rapport |
| ------ | ----- | --------- | -------- | ----------------------- | ----- | ----- | ----- | ----- | ----- | ------- | ------- |
| 12 jun | 20:00 | Österrike | 2–3      | Bosnien och Hercegovina | 22–25 | 29–27 | 25–23 | 18–25 | 7–15  | 101–115 | rapport |

### Golden League
- Arena:  Ruse, Bulgaria
- Alla tider är Eastern European Summer Time (UTC+03:00).

|  | Semifinaler | Semifinaler |                     |   | Final | Final |
|  |             |             |                     |   |       |       |
|  | 19 juni     |             |                     |   |       |       |
|  |             |             |                     |   |       |       |
|  | Spanien     | 1           |                     |   |       |       |
|  | Spanien     | 1           | 20 juni             |   |       |       |
|  | Kroatien    | 3           |                     |   |       |       |
|  | Kroatien    | 3           | Kroatien            | 1 |       |       |
|  | 19 juni     |             | Kroatien            | 1 |       |       |
|  |             | Bulgarien   | 3                   |   |       |       |
|  | Tjeckien    | Bulgarien   | 3                   | 0 |       |       |
|  | Tjeckien    |             |                     | 0 |       |       |
|  | Bulgarien   | 3           |                     |   |       |       |
|  | Bulgarien   | 3           | Match om tredjepris |   |       |       |
|  |             |             |                     |   |       |       |
|  | 20 juni     |             |                     |   |       |       |
|  |             |             |                     |   |       |       |
|  | Spanien     | 3           |                     |   |       |       |
|  | Spanien     | 3           |                     |   |       |       |
|  | Tjeckien    | 2           |                     |   |       |       |

#### Semifinaler
| Datum  | Tid   |          | Resultat |           | Set 1 | Set 2 | Set 3 | Set 4 | Set 5 | Totalt | Rapport |
| ------ | ----- | -------- | -------- | --------- | ----- | ----- | ----- | ----- | ----- | ------ | ------- |
| 19 jun | 17:00 | Spanien  | 1–3      | Kroatien  | 12–25 | 25–10 | 18–25 | 23–25 |       | 78–85  | rapport |
| 19 jun | 20:00 | Tjeckien | 0–3      | Bulgarien | 13–25 | 23–25 | 19–25 |       |       | 55–75  | rapport |

#### Match om tredjepris
| Datum  | Tid   |         | Resultat |          | Set 1 | Set 2 | Set 3 | Set 4 | Set 5 | Totalt  | Rapport |
| ------ | ----- | ------- | -------- | -------- | ----- | ----- | ----- | ----- | ----- | ------- | ------- |
| 20 jun | 17:00 | Spanien | 3–2      | Tjeckien | 28–26 | 10–25 | 23–25 | 25–16 | 15–10 | 101–102 | rapport |

#### Final
| Datum  | Tid   |          | Resultat |           | Set 1 | Set 2 | Set 3 | Set 4 | Set 5 | Totalt | Rapport |
| ------ | ----- | -------- | -------- | --------- | ----- | ----- | ----- | ----- | ----- | ------ | ------- |
| 20 jun | 20:00 | Kroatien | 1–3      | Bulgarien | 25–22 | 22–25 | 17–25 | 20–25 |       | 84–97  | rapport |

## Slutplaceringar
| Rank | Team                    |
| ---- | ----------------------- |
| 1    | Bulgarien               |
| 2    | Kroatien                |
| 3    | Spanien                 |
| 4    | Tjeckien                |
| 5    | Frankrike               |
| 6    | Slovakien               |
| 7    | Rumänien                |
| 8    | Belarus                 |
| 9    | Ungern                  |
| 10   | Ukraina                 |
| 11   | Azerbajdzjan            |
| 12   | Bosnien och Hercegovina |
| 13   | Österrike               |
| 14   | Slovenien               |
| 15   | Portugal                |
| 16   | Estland                 |
| 17   | Israel                  |
| 18   | Lettland                |
| 19   | Luxemburg               |

## Individuella utmärkelser
| - Mest värdefulla spelare Zhana Todorova |